# Bukit Langkap (Lingga)
Bukit Langkap is een bestuurslaag in het regentschap Lingga van de provincie Riouwarchipel, Indonesië. Bukit Langkap telt 290 inwoners (volkstelling 2010).